# Inondations du 12 avril 2023 de Fort Lauderdale
 (juin 2023).
Les inondations du 12 avril 2023 de Fort Lauderdale ont été qualifiées d'historiques pour Fort Lauderdale et ses environs en Floride. La région a enregistré 650,24 mm de pluie en environ 12 heures,. Il est aussi tombé environ 544 mm de pluie sur la ville Dania Beach et d'autres zones, comme Hollywood et South Miami, ont enregistré au moins 230 mm. Le maire de Fort Lauderdale, Dean Trantalis, a décrété l'état d'urgence en raison des inondations,,

## Évolution météorologique

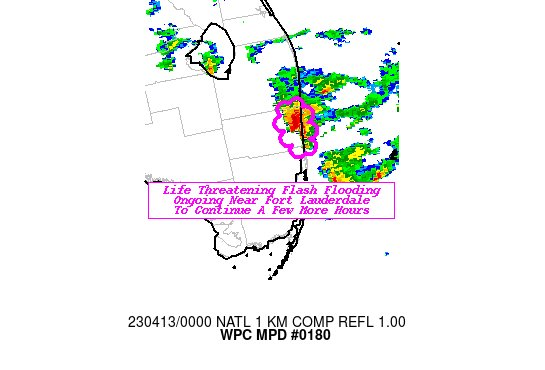
Discussion graphique publiée par le Weather Prediction Center mettant en évidence les orages sur les radars météorologiques.

Le Weather Prediction Center (WPC) a écrit dans son bulletin de précipitations excessives publiée le 10 avril, qu'il prévoyait des conditions atmosphériques propices aux crues soudaines sur la péninsule de Floride persistant jusqu'au 12 avril, soulignant un « risque marginal » d'inondations pour les zones urbaines le long de la côte sud-est de la Floride". Le WPC a ensuite rehaussé le risque à un «risque léger», alors que le potentiel d'inondation soudaine augmentait, exacerbé notamment par de fortes pluies tombées le 11 avril. Une alerte inondation a été émise pour le sud-est de la Floride pendant cette période.
Des pluies torrentielles dans l'est du comté de Broward, en Floride ont débuté mi-journée du 12 avril et persisté  jusqu'aux environs de minuit le 13 avril. Elles ont été produites par un front météorologique se déplaçant lentement sur le sud de la Floride et d'une dépression en intensification dans le golfe du Mexique.
Les précipitations se sont propagées dans le centre et le sud de la Floride tout au long de la matinée du 12 avril. La configuration  atmosphérique était propice à des taux de précipitations plus importants, apportant ainsi des quantités d'eau précipitable proches des maxima climatologiques pour la région (environ 43 à 48 mm). Des averses et orages, encastrés dans une zone de pluie stratiforme, se sont développés au cours de la matinée. La combinaison des pluies de la matinée du 12 et des pluies des jours précédents a saturé les sols des comtés de Broward et de Miami-Dade, au point que seulement 38 à 51 mm de pluie en une heure étaient suffisants pour produire une crue soudaine.
Ces mêmes conditions ont persisté de l'après-midi jusqu'au soir, permettant le développement rapide de précipitations, alors qu'un front chaud progressait au nord de Key Largo et dans la région de Miami. Vers 17 h 30 HAE, entre 51 et 152 mm de pluie sont tombés sur la zone métropolitaine de Miami. Le soir même, des orages stationnaires ont provoqué des pluies torrentielles sur Fort Lauderdale, alimentées par l'atmosphère particulièrement humide grâce à un afflux persistant de l'Atlantique vers la côte de la Floride.
Le bureau de Miami du National Weather Service a émis une urgence inondation à 19 h 58 HAE pour Fort Lauderdale et Hollywood, soulignant un potentiel de 51 à 102 mm de précipitations supplémentaires, se rajoutant aux 250 à 300 mm de pluie déjà tombés. Les orages ont commencé à s'affaiblir vers 23 h HAE, après des accumulations entre 250 et 510 mm dans la région de Fort Lauderdale.
Les orages du 12 avril ont également produit deux brèves tornades dans le comté de Broward, chacune causant des dommages classés EF0. La première a touché terre près de West Hollywood à 15 h 26 HAE, tandis que la deuxième a touché les environs de Dania Beach à 21 h 41 HAE. La combinaison du cisaillement du vent, de l'interaction entre le front chaud et la côte, de la convection et de la vorticité accrues (résultant de l'agrégation des orages) peut avoir produit des conditions propices au développement de ces tornades.

## Statistiques
| État    | Lieu            | Quantité              |
| ------- | --------------- | --------------------- |
| Floride | Fort Lauderdale | 25,91 pouces (658 mm) |
| Floride | Hollywood       | 18,16 pouces (461 mm) |
| Floride | Plage de Dania  | 17,30 pouces (439 mm) |
| Floride | Plantation      | 15,06 pouces (383 mm) |
| Floride | Cocoteraie      | 13,15 pouces (334 mm) |

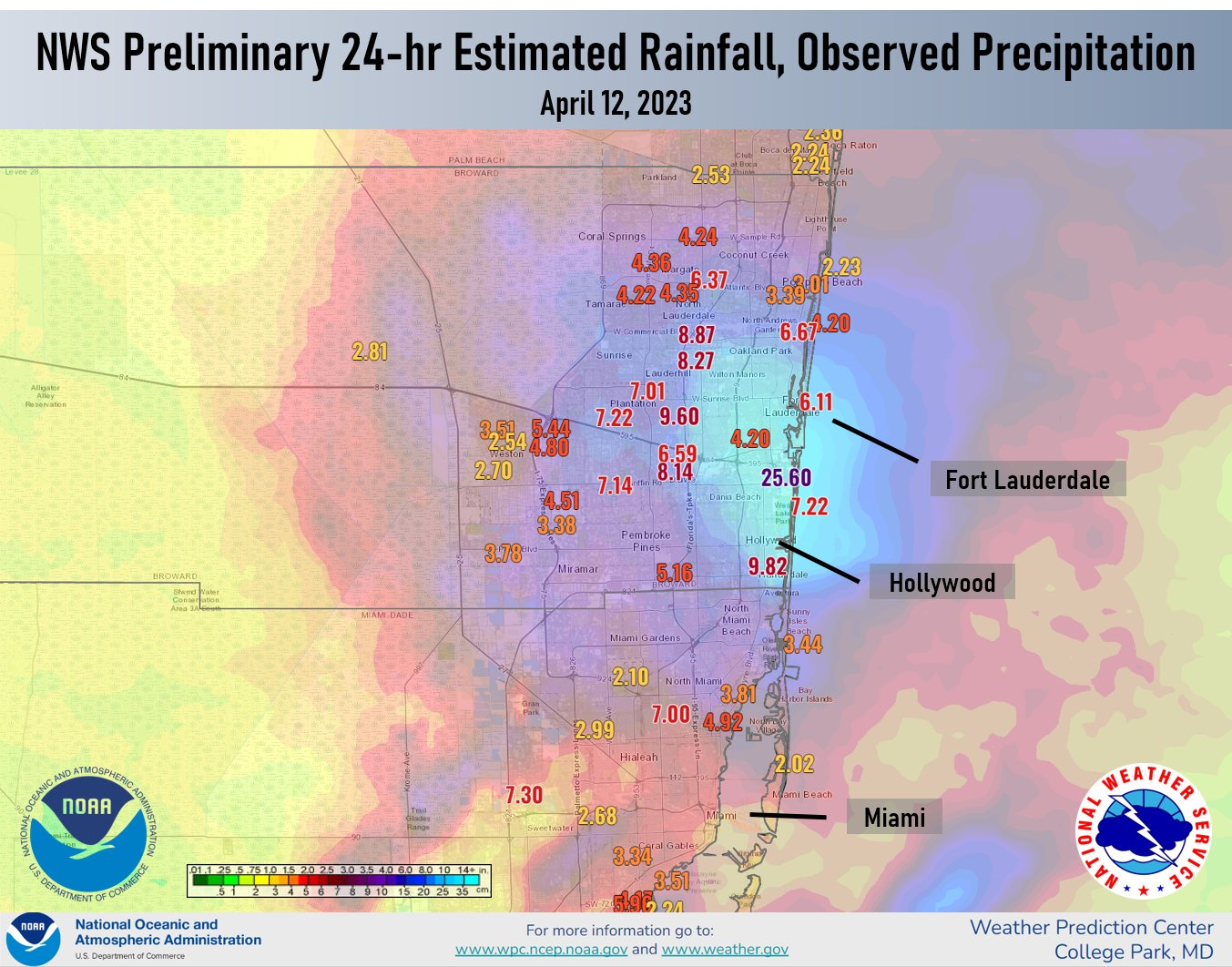
Précipitations estimées sur 24 heures et précipitations observées par le National Weather Service le 12 avril 2023.

Plus de 510 mm de pluie sont tombés sur l'aéroport international de Fort Lauderdale-Hollywood. Les 658 mm mesurés à l'aéroport ont été la mesure la plus élevée jamais observée à Fort Lauderdale en une seule journée, éclipsant le précédent record de 371 mm, atteint le 25 avril 1979,.
La quantité d'eau tombée le 12 avril 2023 est équivalente à un tiers des précipitations annuelles de la ville, et sept fois le total habituel de précipitations du mois d'avril. Ce total quotidien dépasse donc le record de pluie tombée en avril 1979 (495 mm), qui était jusqu'alors le mois d'avril le plus pluvieux jamais enregistré à Fort Lauderdale. Lors des pluies les plus intenses le soir du 12, les taux de précipitations ont dépassé les 76 à 102 mm/h, niveaux comparables au total pluviométrique moyen du mois d'avril,. Les taux de précipitations extrêmes font de ces inondations un événement d'une probabilité de 1 sur 1000 ans.
Les quantités de précipitations plus au sud étaient elles aussi élevées, avec des totaux de 76 à 127 mm à Miami. Le quartier de Coconut Grove n'a cependant pas été épargné avec plus de 330 mm de pluie tombés entre le 12 et le 13 avril. La profondeur des eaux de crue a dépassé 0,91 m près du stade Floyd Hull à Fort Lauderdale. Les inondations du centre-ville de Fort Lauderdale et celles au nord de celui-ci ont atteint des profondeurs de 0,30 à 0,61 m.

## Conséquences
Les dégâts pour cet événement ont été estimés à environ 1,1 milliard $US en 2023. Plus de 900  appels ont été reçus par le service d'incendie et de sauvetage de Fort Lauderdale pendant la tempête et le bureau du shérif du comté de Broward a répondu à environ 300 de ces appels. Les rues de Fort Lauderdale étaient toujours impraticables le 13 avril en raison du drainage lent des crues. Plusieurs sorties le long de la I-95 ont été fermées par la Patrouille routière de Floride, ainsi qu'une fermeture de tunnel à Fort Lauderdale,.
Les écoles ont été fermées dans le comté de Broward du 13 jusqu'au lundi 17 avril. Le comté a annoncé au moins 2 millions de dollars de dommages aux écoles à Fort Lauderdale, Dania Beach, Hollywood, Hallandale Beach et Oakland Park. L'hôtel de ville de Fort Lauderdale a également été fermé.
Des centaines de voitures ont été bloquées dans les eaux de crue et le toit d'un centre commercial de Fort Lauderdale s'est effondré pendant la tempête. Une faible tornade EF0 a causé des dommages minimes aux arbres à West Hollywood tandis qu'une tornade EF0 plus violente à Dania Beach a endommagé des arbres et un parc de maisons mobiles.
Les trains Brightline ont été suspendus entre Fort Lauderdale et Miami. Il y a eu deux retards dus à la foudre à l'aéroport international de Miami le 13 avril. Un des stationnements de l'université internationale de Floride a été inondé. Il y a eu plus de 22 000 coupures de courant.

### Aéroport international de Fort Lauderdale-Hollywood
À la suite des 658 mm de pluie sont tombés à l'aéroport international de Fort Lauderdale-Hollywood, des eaux de crue contenant des débris ont inondé les pistes et provoqué la fermeture temporaire peu après 16 h HAE le 12, ne réouvrant que le 14 avril à 9 h HAE,. Les passagers ont reçu pour instruction de ne pas tenter d'entrer ou de sortir de l'aéroport en raison des routes inondées. Au moins 1 119 vols ont été annulés en raison des inondations, dont 207 le 12 avril, 659 le 13 et 253 le 14, affectant 64 000 passagers.

### Pénuries d'essence
Après la tempête, Port Everglades, qui gère 40 % de la distribution d'essence de la Floride dans 12 comtés, a annoncé que les inondations avaient perturbé ses opérations. Le 14 avril, deux jours après le passage de la tempête, de nombreuses stations-service du sud de la Floride étaient à court d'approvisionnement et de longues files d'attente avaient commencé à se former dans les rares encore ouvertes. Le 18 avril, beaucoup de stations restaient encore fermés en raison des achats liés à la panique et d'une pénurie de chauffeurs de camion. La Division de la gestion des urgences de Floride (FEDM) a annoncé que 500 000 gallons de carburant d'urgence arriveraient le 19 avril. Les clients ont signalé des temps d'attente de plus de 30 minutes et des lignes aussi longues que 70 voitures dans les stations, près d'une semaine après la tempête.
Le 28 avril, le président américain Joe Biden a signé une déclaration de catastrophe naturelle après que le gouverneur de la Floride, Ron DeSantis, en ait fait la demande le 22 avril.

## Efforts de sauvetage
Avant l'arrivée de la tempête en Floride, de nombreux services tels que la Croix-Rouge américaine ont ouvert des abris dans des zones telles que Holiday Park pour les personnes touchées par les inondations. De plus, la FEDM et le service de secours et d'incendie du bureau du shérif de Broward ont déployé du personnel dans les zones touchées. En raison des hautes eaux bloquant les rues, des embarcations de sauvetage et des véhicules aquatiques ont été utilisés pour secourir les survivants.
Environ 600 habitants se sont réfugiés à Holiday Park. Certains venant du quartier Edgewood, au sud-ouest de Fort Lauderdale, ont eu besoin de sauvetages, un résident signalant 0,91 m d'eau dans sa maison. Une entreprise de remorquage locale a déclaré avoir reçu près de 500 appels de dépannage jusqu'au 13 avril. Deux pompiers ont été légèrement blessés des choc électriques dans les eaux stagnantes lors des opérations de recherche et de sauvetage. Les équipes de Fort Lauderdale ont travaillé pour nettoyer les drains et déployer des pompes.